# (38716) 2000 QL121
2000 QL121 (asteroide 38716) é um asteroide da cintura principal. Possui uma excentricidade de 0.12009930 e uma inclinação de 3.64044º.
Este asteroide foi descoberto no dia 25 de agosto de 2000 por LINEAR em Socorro.